# Nagareru
Nagareru (流れる, lit. "fluindo") (bra: Correnteza) é um filme de drama japonês de 1956 dirigido por Mikio Naruse. É baseado no romance de mesmo nome feito pela escritora Aya Kōda.

## Sinopse
Rika, uma viúva, começa a trabalhar como empregada doméstica na okiya (casa de gueixas) da gueixa Otsuta, que mora com sua filha Katsuyo, sua irmã mais nova Yoneko, e a filha de Yoneko, Nanako, também uma gueixa. Das sete gueixas que já trabalharam para Otsuta, sobraram apenas Nanako e Someka; uma terceira garota, Namie, acaba de fugir, convencida de que foi enganada pela dona da casa. A irmã mais velha de Otsuta, Otoyo, tenta pressionar Otsuta a encontrar um marido financeiramente estável para pagar os empréstimos da casa que as duas hipotecaram juntas. Ohama, uma ex-gueixa que trabalhou para Otsuta, tenta ajudar fazendo contato entre ela e o empregador de seu sobrinho, Hanayama, um ex-patrão de Otsuta. A situação piora quando o tio de Namie aparece exigindo o dinheiro que ele acha que sua sobrinha tem direito a receber. Otsuta tenta compensá-lo com 50.000 ienes, metade do dinheiro dado por Hanayama, mas ele se recusa e vai à polícia, resultando em Otsuta e Katsuyo sendo interrogadas na delegacia. Eventualmente, Ohama paga pela casa hipotecada de Otsuta, mas apenas para abrir seu próprio restaurante. Ela oferece a Rika um emprego em seu futuro negócio, mas Rika recusa. Na cena final, Rika, instruída a não contar a ninguém sobre os planos de Ohama, observa a Otsuta, sem saber da situação atual de seu imóvel, dando aulas de música para suas aprendizes.

## Elenco
- Kinuyo Tanaka como Rika, apelidada de Oharu
- Isuzu Yamada como Otsuta
- Hideko Takamine como Katsuyo, filha de Otsuta
- Mariko Okada como Nanako
- Haruko Sugimura como Someka
- Sumiko Kurishima como Ohama
- Chieko Nakakita como Yoneko, irmã mais nova de Otsuta
- Natsuko Kahara como Otoyo, irmã mais velha de Otsuta
- Seiji Miyaguchi como tio de Namie
- Daisuke Katō como ex-marido de Yoneko
- Chiyo Izumi como Namie
- Nobuo Nakamura como médico
- Noboru Nakaya como Saeki, sobrinho de Ohama

## Livro e filme
O romance feito por Aya Kōda, publicado um ano antes do lançamento do filme, descreveu os eventos principalmente na perspectiva de Rika/Oharu, uma mulher educada, diferente da personagem bastante simples retratada por Kinuyo Tanaka no filme. Além disso, o longa ampliou o papel de Katsuyo, apresentando visões externas do ambiente que as gueixas circulam. Entretanto, o final do livro difere no filme: no livro, Rika aceita a oferta para administrar a antiga casa de Otsuta assim que as gueixas do imóvel são removidas.
Para seu livro, Kōda usou suas próprias experiências e memórias enquanto trabalhava como empregada e faxineira em uma casa de gueixas no distrito de Yanagibashi, em Tóquio, no início dos anos 1950.

## Lançamento
Nagareru foi lançado no Japão em 20 de novembro de 1956. Ele foi lançado nos Estados Unidos em 13 de maio de 1978 com legendas em inglês.

## Legado
Nagareru foi exibido no Museu de Arte Moderna de Nova York em 1985 e no Harvard Film Archive em 2005 como parte de suas retrospectivas sobre as obras de Mikio Naruse.

## Prêmios
Isuzu Yamada recebeu o prêmio Blue Ribbon de Melhor Atriz em 1956, o Mainichi Film Concours de Melhor Atriz de 1956 (por Nagareru, Neko to Shōzō to futari no onna e Boshizō), e o prêmio da Kinema Junpo de Melhor Atriz em 1956 (por Nagareru e Neko to Shōzō to futari no onna).